# Citi Field
Citi Field é um estádio localizado em Nova Iorque, no distrito do Queens. A sua construção terminou em 2009, e é a casa do time de beisebol New York Mets.  O Citi Field foi construído em substituição ao anterior Shea Stadium, de 1964. Foi assim nomeado depois que o Citigroup, um conglomerado de serviços financeiros com sede em Nova York adquiriu os direitos sobre o nome. Custou, ao total, 850 milhões de dólares.
O primeiro jogo realizado no estádio aconteceu em 29 de Março de 2009, entre St. John's e Georgetown. Os Mets jogaram o primeiro de seus dois jogos inaugurais em 3 e 4 de Abril, contra os Boston Red Sox, sendo estes apenas amistosos.  A primeira temporada regular de jogos foi iniciada em 13 de Abril, contra os San Diego Padres.

## História

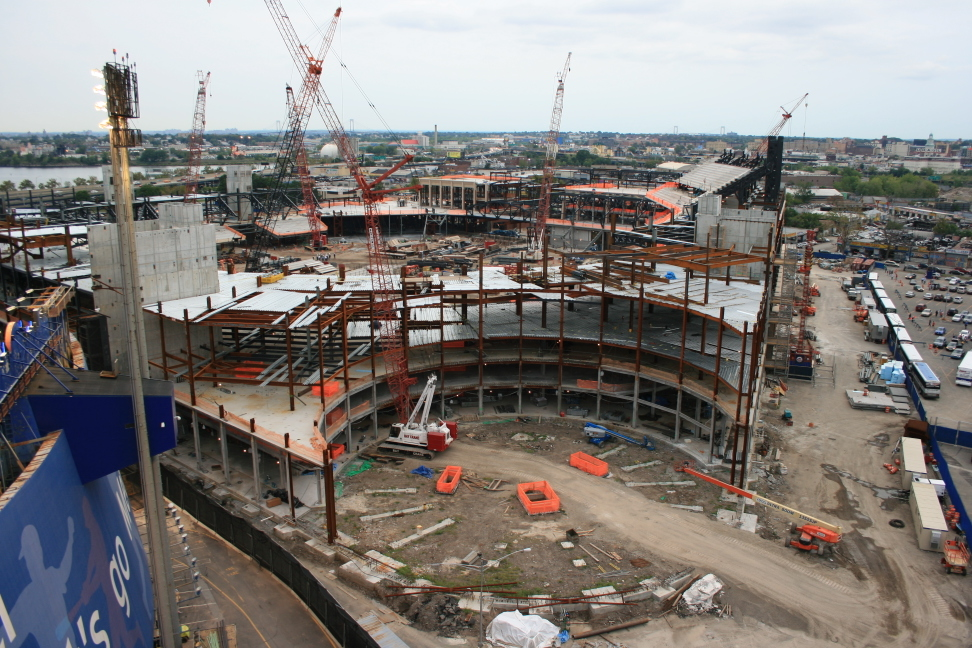
Estádio em construção em 2007.

Os Mets faziam planos para substituir o Shea Stadium desde a década de 1990. A equipe apresentou um projeto inicial do novo estádio em 1998, que apresentava um teto retrátil e gramados móveis, que lhe permitiria sediar outros eventos como congressos e jogos de basquetebol universitário. Os Mets também consideraram mudar-se para outras áreas, como Mitchel Field e Belmont Park, no condado de Nassau, Long Island, Yard Sunnyside (em Queens), e o West Side Yard (em Manhattan). 
Pouco antes de deixar o cargo, em dezembro de 2001, o prefeito de Nova Iorque Rudy Giuliani anunciou "acordos preliminares" para que os Mets e os New York Yankees construíssem novos estádios. Michael Bloomberg , que sucedeu Giuliani como prefeito, exerceu a cláusula de salvaguarda nos acordos, dizendo que a cidade não teria recursos para construir novos estádios para o Mets e Yankees. De acordo com a Bloomberg, o governo só ofereceria o financiamento público para a melhoria da infra-estrutura e as equipes teriam de arcar com os demais custos.
Os planos finais para o que é agora o Citi Field foram criados como parte da candidatura olímpica para 2012 da cidade de Nova York . Após os planos para o West Side Stadium caírem por terra, a prefeitura de Nova York projetou um estádio alternativo para sediar a abertura e encerramento de cerimoniais, além de jogos de campo. O Estádio Olímpico no West Side teria um custo estimado em US $ 2,2 bilhões, com US $ 300 milhões fornecidos pela cidade de Nova York e um adicional de 300 milhões de dólares do estado de Nova Iorque.

## Galeria
- Visão externa do estádio.
- Visão interna do estádio.